# 黄国璋 (1896年)
黄国璋（1896年—1966年9月6日），字海平，湖南湘乡人，中国地理学家。

## 生平
黄国璋1919年毕业于长沙雅礼大学。后赴美国留学，先后就读于耶鲁大学理学研究院、芝加哥大学地理系，曾师从著名人文地理学家埃尔斯沃思·亨廷顿（Ellsworth Huntington），获硕士学位。1928年回国后，曾先后担任中央大学地理系教授、北平师范大学地理系教授兼系主任。1936年当选为中国地学会副会长兼总干事。同年创办《地理教学》。抗日战争爆发后，先后出任西安临时大学、西北联合大学地理系系主任，西北师范学院史地系系主任，还曾代理西北师院院长。同年在重庆出任中英庚款董事会创办的中国地理研究所首任所长。1941年创办学术性刊物《地理》。1943年任中央设计局委员、区域设计组组长。1944年参与发起了民主科学座谈会（九三学社前身），1945年当选九三学社常务理事兼总干事。同年回到北平，再度出任北平师范学院地理系教授兼系主任，并兼代教务长、理学院院长。1947年中国地学会恢复活动后，继任副会长兼总干事。
中华人民共和国成立后，黄国璋继续任教于北京师范大学。1950年当选中国地学会与中国地理学会合并后的首任中国地理学会理事长。1951年在知识分子思想改造运动中，他被撤销了在九三学社与中国地理学会的职务。1952年院系调整后，历任西北大学师范学院、西安师范学院、陕西师范大学地理系教授。文化大革命期间受到迫害，1966年9月与夫人范雪茵一同上吊自杀。